# Адлер, Роберт
Роберт А́длер (англ. Robert Adler; 4 декабря 1913, Вена — 15 февраля 2007, Бойсе) — австрийско-американский изобретатель, автор многочисленных патентов.

## Достижения
Адлер родился в Вене, и получил степень доктора философии в области физики в Венском Университете в 1937 году. Поскольку Адлер был еврей, после аннексии Австрии нацистской Германией, его семья была вынуждена эмигрировать в США, где он начал работать в 1941 году в исследовательском отделе фирмы Zenith Electronics. За время своей жизни Адлер получил 180 патентов на электронные устройства. Во время Второй мировой войны, он работал над высокочастотными осцилляторами и электромеханическими фильтрами для авиационной радиоаппаратуры.
После войны он продолжил работу в области телевидения, где сделал несколько изобретений — с того момента и до своей смерти в 2007 году — более или менее повлиял на формирование современной телевизионной аппаратуры. Управляемая электроннолучевая вакуумная лампа не только улучшила качество звука при передаче, но также снизила стоимость производства звуковых схем в телевизорах (а следовательно и самих телевизоров).
Адлер также известен своими работами с технологией поверхностных звуковых волн, не только потому что основанные на ней частотные фильтры широко применяются в телевидении, но также потому, что они используются в большинстве сенсорных экранов.

## Участие в разработке пульта дистанционного управления
Больше всего Адлер известен разработкой системы беспроводного пульта дистанционного управления для телевизора. Несмотря на то, что его изобретение не было первым дистанционным пультом, использовавшаяся в нём технология была значительно лучше, чем существовавшие до этого системы.
Изобретённый другим инженером из фирмы «Зенит» Юджином Полли, ПДУ «Flashmatic», был первым беспроводным пультом дистанционного управления, заменившим не имевшие успеха кабельные устройства дистанционного управления. Flashmatic использовал направленный источник света в передающем устройстве и фотоприёмник на самом телевизоре. Одним из главных недостатков данной технологии является то, что при попадании прямого солнечного света на телевизор, он мог случайно активировать одну из функций дистанционного управления из-за отсутствия достаточных механизмов защиты. Поэтому инженеры компании «Зенит» принялись искать новые решения.
Возникла идея использовать радио, но радиоволны легко преодолевают препятствия в виде стен, так что вариант, когда ПДУ случайно будет переключать каналы, или выполнять другие команды на телевизоре соседа, заставил отказаться от данной идеи. Более того, отдел маркетинга в «Зенит» хотел, чтобы ПДУ не требовал батареек, так как в то время считалось, что когда батарейка сядет, покупатели могут подумать, что что-то сломалось в самом телевизоре.
Концепция Адлера состояла в том, чтобы вместо света использовать звук для передачи команд телевизору. В первом пульте, который он разработал — «Космическое командование» (англ. "Space Command") — использовались алюминиевые рожки, аналогичные тем, что используются в камертонах, при нажатии кнопок на устройстве по этим рожкам ударяли молоточки, получался высокочастотный звук, который интерпретировался управляющим устройством телевизора.
В 1960-х годах Адлер модифицировал свой ПДУ, и в нём стали использоваться ультразвуковые сигналы. В таком виде технология использовалась в телевизорах в течение следующих 25 лет.

## Профессиональные достижения
Адлер достиг должности вице-президента и директора по исследованиям, когда он официально покинул «Зенит» в 1982 году. Он оставался техническим консультантом в фирме вплоть до 1999 года. В 1980 году Адлер получил награду института IEEE Медаль Эдисона. В 1997 году, Адлер и Полли совместно были награждены премией «Эмми» Национальной академии телевизионных искусств. Последнюю заявку на патент Адлер подал 1 февраля 2007 года в области сенсорных экранов.

## Смерть
Роберт Адлер умер в  городе Бойсе от сердечной недостаточности в возрасте 93 лет.